# Жалле, Кристоф
Кристо́ф Жан-Пьер Жалле́ (фр. Christophe Jean-Pierre Jallet; 30 октября 1983, Коньяк, Франция) — французский футболист, правый защитник. Выступал за национальную сборную Франции. Финалист чемпионата Европы 2016 года.

## Клубная карьера
В течение трёх сезонов Жалле играл за «Ньор», после чего перешёл в «Лорьян», где поначалу был третьим игроком в ротации на своей позицию. Со временем Кристоф стал твёрдым игроком основы бретонцев.
Летом 2009 года за 2,5 миллиона долларов он перешёл в «Пари Сен-Жермен», заключив контракт на четыре года. Дебютировал за парижан в том же году в матче с «Ле-Маном». 1 мая 2010 года на стадионе «Стад де Франс» Кристоф в составе ПСЖ выиграл Кубок Франции. «Пари Сен-Жермен» обыграл «Монако» (1:0). В том матче Жалле отдал голевую передачу Гийому Оаро на 106-й минуте. 22 апреля 2011 года продлил свой контракт до 2015 года. На протяжении четырёх лет Жалле являлся основным правым защитником «Пари Сен-Жермен», но значительную часть сезона 2013/2014 пропустил из-за межпозвоночной грыжи. В это время на его позиции успешно заиграл Грегори ван дер Вил, а в летом 2014 года клуб усилил конкуренцию за место на правом фланге обороны, пригласив Сержа Орье.
Надеясь получить больше игрового времени, Жалле в июле 2014 года перешёл в «Олимпик Лион», с которым заключил контракт на три года.
18 июля 2017 года Жалле досрочно расторг свой контракт с «Лионом» и на правах свободного агента перешёл в «Ниццу».

## Выступления за сборную
3 августа 2010 года Жалле призывался в сборную Франции на товарищеский матч против Норвегии, но на поле не вышел. Дебют Кристофа в сборной состоялся 15 августа 2012 года в товарищеском матче командой Уругвая. Он участвовал в матчах отборочного турнира к чемпионату мира 2014 года, но в заявку на финальную часть чемпионата не попал. Жалле был включён в состав сборной Франции на домашнем чемпионате Европы 2016 года, однако весь турнир он провёл на скамейке запасных, ни разу не выйдя на поле.

## Достижения
Сборная Франции
- Финалист чемпионата Европы: 2016

Пари Сен-Жермен
- Чемпион Франции (2): 2012/13, 2013/14
- Обладатель Кубка Франции: 2009/10
- Обладатель Суперкубка Франции:  2013
- Обладатель Кубка французской лиги: 2013/14
- Финалист Кубка Франции: 2010/11

Ньор
- Чемпион Лиги 3: 2005/06